# Zmarli w maju 2023

## Maj 2023
- 31 maja
  - Ama Ata Aidoo – ghańska pisarka[1]
  - Lewis M. Branscomb – amerykański fizyk[2]
  - Sergio Calderón – amerykański aktor[3]
  - Edward Czernik – polski lekkoatleta, skoczek wzwyż[4]
  - Amitai Etzioni – amerykański socjolog[5]
  - Teodoros Pangalos – grecki prawnik, ekonomista, polityk, minister transportu i komunikacji (1994), minister spraw zagranicznych (1996–1999), wicepremier (2009–2012)[6]
  - Kurt Widmer – szwajcarski śpiewak (baryton) i pedagog muzyczny[7]
  - Stanley Wojcicki – amerykański fizyk polskiego pochodzenia[8]
- 30 maja
  - John Beasley – amerykański aktor[9]
  - Raisa O’Farrill – kubańska siatkarka, mistrzyni olimpijska (1992, 1996)[10]
  - Peter Simonischek – austriacki aktor[11]
- 29 maja
  - Thomas Buergenthal – amerykański prawnik, sędzia Międzynarodowego Trybunału Sprawiedliwości (2000–2010)[12]
  - Victor Galeone – amerykański duchowny rzymskokatolicki, biskup Saint Augustine (2001–2011)[13]
  - Vítězslav Mácha – czeski zapaśnik, mistrz olimpijski (1972), mistrz świata (1974, 1977), mistrz Europy (1977)[14]
  - Mirosława Masłowska – polska lekarka, chirurg dziecięca, samorządowiec, polityk, poseł na Sejm RP (2005–2011)[15][16]
  - Teppo Rastio – fiński hokeista[17]
  - Javier Yacuzzi – argentyński piłkarz[18]
- 28 maja
  - Isa Barzizza – włoska aktorka[19]
  - Colin Bradbury – angielski klarnecista[20]
  - George Cassidy – północnoirlandzki muzyk jazzowy i nauczyciel muzyki[21]
  - Antonio Gala – hiszpański poeta i dramaturg[22]
  - Harald zur Hausen – niemiecki wirusolog, laureat Nagrody Nobla w dziedzinie fizjologii lub medycyny (2008)[23]
- 27 maja
  - Juan Carlos Formell – kubański piosenkarz, autor tekstów, gitarzysta[24]
  - Ilja Kabakow – rosyjski rysownik, ilustrator, autor instalacji i environments[25]
  - Graham Knuttel – irlandzki malarz i rzeźbiarz[26]
  - Modesto Sandoval – paragwajski piłkarz[27]
- 26 maja
  - Roberto Cicciomessere – włoski przedsiębiorca, polityk, eurodeputowany (1984–1989)[28]
  - Leonard Januszko – polski lekarz rehabilitant, nauczyciel akademicki, dr n. med.[29]
  - Kathryn Harries – angielska śpiewaczka operowa (sopran)[30]
  - Ryszard Jakubisiak – polski aktor[31]
  - Lin Wen-yue – tajwańska pisarka i tłumaczka[32]
  - Leszek Kubin – polski neurofizjolog, profesor Uniwersytetu Pensylwanii[33]
- 25 maja
  - Jolanta Ciosek – polska teatrolożka, krytyczka teatralna, autorka książek[34]
  - Riad Haidar – polski lekarz, pediatra, samorządowiec, działacz społeczny, polityk, poseł na Sejm RP (2019–2023)[35]
  - Maciej Kujawski – polski aktor[36]
  - Joy McKean – australijska piosenkarka country[37]
- 24 maja
  - Javier Álvarez – meksykański kompozytor[38]
  - Kazimierz Chudy – polski samorządowiec, wieloletni naczelnik i wójt gminy Pakosław (1982–2018), radny sejmiku wielkopolskiego[39]
  - Dano Heriban – słowacki aktor[40]
  - Bill Lee – amerykański basista i kontrabasista jazzowy, kompozytor, dyrygent i aktor[41]
  - Tina Turner – amerykańska piosenkarka soulowa i rockowa, nazywana „Królową rock and rolla”[42]
- 23 maja
  - Redd Holt – amerykański perkusista jazzowy i soulowy[43]
  - Novak Kilibarda – czarnogórski polityk i historyk literatury, wicepremier Czarnogóry (1998−2000)[44]
  - Domenico Minutoli – włoski aktor[45]
  - Alojz Tkáč – słowacki duchowny rzymskokatolicki, arcybiskup Koszyc (1995–2010)[46]
- 22 maja
  - Vágner Benazzi – brazylijski piłkarz, trener[47]
  - Ildar Garifullin – rosyjski kombinator norweski[48]
  - Ferus Mustafov – macedoński muzyk i kompozytor[49]
  - Chas Newby – brytyjski gitarzysta basowy, na krótko muzyk The Beatles[50]
  - Elias Saba – libański ekonomista, polityk, minister finansów (1970–1972, 2004–2005), minister obrony (1970–1972)[51]
  - Wahid Satay – singapurski aktor i piosenkarz[52]
  - Bronisław Surmiak – polski aktor[53]
- 21 maja
  - Alma Adamkienė – litewska działaczka społeczna, pierwsza dama (1998–2003, 2004–2009)[54]
  - Ed Ames – amerykański piosenkarz pop, aktor[55]
  - Antón Arrufat – kubański pisarz i dramaturgr[56]
  - Lew Palter – amerykański aktor[57]
  - Ray Stevenson – brytyjski aktor[58]
  - Veno Taufer – słoweński poeta i tłumacz[59]
- 20 maja
  - Marv Edwards – kanadyjski hokeista[60]
  - Leon Ichaso – amerykański reżyser filmowy, pochodzenia kubańskiego[61]
  - Piotr Kuczerenko – rosyjski polityk, wiceminister nauki i szkolnictwa wyższego Federacji Rosyjskiej[62]
  - Györgyi Lang – węgierska aktorka i piosenkarka[63]
  - Terry McDermott – amerykański łyżwiarz szybki, mistrz olimpijski (1964)[64]
  - Sven Nyhus – norweski muzyk i kompozytor[65]
  - Sante Ranucci – włoski kolarz szosowy[66]
- 19 maja
  - Martin Amis – brytyjski pisarz[67]
  - Marion Berry – amerykański polityk, członek Izby Reprezentantów (1997–2011)[68]
  - Pete Brown – angielski poeta, autor tekstów piosenek, piosenkarz[69]
  - Harald Jährling – niemiecki wioślarz, dwukrotny mistrz olimpijski (1976, 1980)[70]
  - Dževad Karahasan – bośniacki pisarz[71]
  - Andy Rourke – angielski basista, członek m.in. zespołu The Smiths[72]
- 18 maja
  - Helmut Berger – austriacki aktor[73]
  - Bolesław Krzysztof Biega – polski uczestnik konspiracji niepodległościowej w czasie II wojny światowej, powstaniec warszawski[74]
  - Jim Brown – amerykański futbolista, aktor[75]
  - Giuseppe Casale – włoski duchowny rzymskokatolicki, biskup Vallo della Lucania (1974–1988), arcybiskup Foggii-Bovino (1988–1999)[76]
  - Małgorzata Materniak-Pawłowska – polski prawnik, prof. dr hab.[77]
  - Buddy Melges – amerykański żeglarz sportowy, mistrz olimpijski (1972)[78]
- 17 maja
  - Nina Willis – amerykańska superstulatka[79]
  - Ivan Dubský – czeski filozof, sygnatariusz Karty 77[80]
  - Graham Gipson – australijski lekkoatleta, sprinter[81]
  - Superstar Billy Graham – amerykański wrestler[82]
  - Dvora Kedar – izraelska aktorka[83]
  - Włodzimierz Skoczek – polski samorządowiec i przedsiębiorca, burmistrz Praszki (1990–1993)[84]
  - Kacper Tekieli – polski wspinacz, mąż Justyny Kowalczyk[85]
- 16 maja
  - Anna Brzozowska – polska reżyserka i scenarzystka filmów dokumentalnych[86]
  - Dorothy Knowles – kanadyjska artystka wizualna[87]
  - Per Røntved – duński piłkarz[88]
  - Nelsinho Rosa – brazylijski piłkarz i trener[89]
  - Lester Sterling – jamajski saksofonista, trębacz, kompozytor, członek zespołu The Skatalites[90]
  - Andrzej Zając – polski polityk i samorządowiec, poseł na Sejm III i IV kadencji (1997–2005)[91]
- 15 maja
  - Sharon Farrell – amerykańska aktorka[92]
  - Zbigniew Kaczmarek – polski sztangista, olimpijczyk (1972, 1976, 1980)[93]
  - Barbara Krupa-Wojciechowska – polska lekarka, hipertensjolożka, diabetolożka, nefrolożka[94]
  - Robert Lucas Jr. – amerykański ekonomista, laureat Nagrody Banku Szwecji w dziedzinie ekonomii (1995)[95]
  - Ron Northcott – kanadyjski curler[96]
  - Valentin Pozaić – chorwacki duchowny rzymskokatolicki, biskup pomocniczy Zagrzebia (2005–2017)[97]
  - Jerzy Woźniak – polski działacz komunistyczny i inżynier metalurg, minister gospodarki materiałowej (1983–1985) oraz gospodarki materiałowej i paliwowej (1985–1987), ambasador w Rumunii (1988–1990)[98]
- 14 maja
  - Doyle Brunson – amerykański pokerzysta[99]
  - Guerrino Riccardo Brusati – włoski duchowny rzymskokatolicki, biskup Caetité (2003–2015) i Janaúba (2015–2019)[100]
  - John Dobson – brytyjski śpiewak operowy (tenor)[101]
  - John Giblin – szkocki gitarzysta basowy, muzyk sesyjny[102]
  - Ingrid Haebler – austriacka pianistka[103]
  - Karl Hesse – niemiecki duchowny rzymskokatolicki, biskup Kaviengu (1980–1990), arcybiskup Rabaulu (1990–2011)[104]
  - Franciszek Korcz – polski inżynier i samorządowiec, weteran II wojny światowej i działacz kombatancki[105]
  - Krzysztof Mecner – polski dziennikarz i publicysta sportowy[106]
  - Ferran Olivella – hiszpański piłkarz[107]
  - Bernt Rosengren – szwedzki saksofonista jazzowy[108]
  - Urszula Rozmarynowska – polska samorządowiec i pedagog[109]
  - Samantha Weinstein – kanadyjska aktorka[110]
- 13 maja
  - Anna Branicka-Wolska – polska działaczka społeczna, żołnierz AK, uczestniczka powstania warszawskiego[111]
  - Peter Brooke – brytyjski polityk, minister ds. Irlandii Północnej (1989–1992)[112]
  - Wincenty Grabarczyk – polski aktor[113]
  - Keiko Ikeda – japońska gimnastyczka sportowa, mistrzyni świata (1954)[114]
  - Andrzej Kaźmierczak – polski gitarzysta, członek zespołów Cytrus i Korba[115]
  - Sibylle Lewitscharoff – niemiecka pisarka[116]
  - Aleksander Wojtasiak – polski perkusista, współzałożyciel i członek zespołu Dżem[117]
- 12 maja
  - Alfonso Buonocore – włoski pływak i waterpolista[118]
  - Ołeksandr Chmil – ukraiński hokeista, trener[119]
  - Owen Davidson – australijski tenisista[120]
  - Gerry Hart – kanadyjski hokeista[121]
- 11 maja
  - András Adorján – węgierski szachista[122]
  - Kenneth Anger – amerykański reżyser, scenarzysta i producent filmowy[123]
  - Ana Paula Borgo – brazylijska siatkarka, reprezentantka kraju[124]
  - Zdzisław Małecki – polski działacz partyjny i nauczyciel[125]
  - Francis Monkman – angielski kompozytor muzyki rockowej, klasycznej i filmowej, członek założyciel progresywnego zespołu rockowego Curved Air oraz rockowego zespołu Sky[126]
  - Primo Nardello – włoski kolarz szosowy[127]
  - Kyrillos Kamal William Samaan – egipski biskup katolicki obrządku koptyjskiego, eparcha Asjutu (1990–2021)[128]
- 10 maja
  - Carlos Jesús Patricio Baladrón Valdés – kubański duchowny rzymskokatolicki, biskup Guantánamo-Baracoa (1998–2006)[129]
  - Ian Hacking – kanadyjski filozof[130]
  - Stu James – angielski wokalista i gitarzysta zespołu The Mojos, wydawca muzyczny[131]
  - Michal Kaznowski – brytyjski wiolonczelista i pedagog[132]
  - Krystyna Łubieńska – polska aktorka[133]
  - Jacklyn Zeman – amerykańska aktorka[134]
- 9 maja
  - Antonio Carbajal – meksykański piłkarz, trener[135]
  - Edward Peter Cullen – amerykański duchowny rzymskokatolicki, biskup pomocniczy Filadelfii (1994–1998), biskup Allentown (1998–2009)[136]
  - Radosław Ostałkiewicz – polski ekonomista, samorządowiec, wójt gminy Jaworze (2014–2023)[137]
  - Cezary Stankiewicz – polski dziennikarz prasowy i radiowy[138]
  - Andrzej Sylwestrzak – polski prawnik, konstytucjonalista i historyk doktryn politycznych i prawnych[139]
- 8 maja
  - Kemal Derviş – turecki ekonomista, polityk, minister spraw gospodarczych (2001–2002), administrator Programu Narodów Zjednoczonych ds. Rozwoju (UNDP) (2005–2009)[140]
  - Joe Kapp – amerykański futbolista[141]
  - Jan Kozikowski – polski scenograf, kostiumograf oraz aktor[142]
  - Rita Lee – brazylijska wokalistka rockowa[143]
  - Jerzy Szteliga – polski polityk, poseł na Sejm RP (1993–2005)[144]
  - Leonard Szymański – polski polityk i inżynier, poseł na Sejm X kadencji (1989–1991)[145]
- 7 maja
  - Grace Bumbry – amerykańska śpiewaczka operowa (mezzosopran)[146]
  - Soňa Červená – czeska mezzosopranistka[147]
  - Władimir Dybo – rosyjski językoznawca[148]
  - Seán Keane – irlandzki skrzypek folkowy, muzyk zespołu The Chieftains[149]
  - Stanisław Lenartowicz – polski reżyser filmów animowanych[150]
  - Patrick McGrath – irlandzki duchowny rzymskokatolicki, biskup San Jose (1999–2019)[151]
- 6 maja
  - Ivan Bizjak – słoweński polityk i matematyk, minister spraw wewnętrznych (1993–1994) i sprawiedliwości (2000–2004), rzecznik praw obywatelskich (1994–2000)[152]
  - Vida Blue – amerykański baseballista[153]
  - Jacek Kęcik – polski reżyser i scenarzysta widowisk, programów telewizyjnych, teledysków oraz reklam[154][155]
  - Eugeniusz Matyjas – polski prawnik, polityk, wojewoda leszczyński (1990–1994)[156]
  - Petruška Šustrová – czeska tłumaczka, publicystka, dysydentka, polityk[157]
- 5 maja
  - Samuel Durrance – amerykański astronauta[158]
  - George Fouché – południowoafrykański kierowca wyścigowy[159]
  - Arsenio Iglesias – hiszpański piłkarz, trener[160]
  - Siiri Rantanen – fińska biegaczka narciarska, mistrzyni olimpijska (1956)[161]
  - Jerzy Redlich – polski dziennikarz, tłumacz[162]
- 4 maja
  - Jerzy Banasik – polski polityk i inżynier mechanik, wiceminister przemysłu chemicznego (1978–1980), dyrektor Centrali Produktów Naftowych[163]
  - Petr Klíma – czeski hokeista[164]
  - Rifat Rastoder – czarnogórski polityk i dziennikarz narodowości bośniackiej, przewodniczący parlamentu, p.o. prezydenta Czarnogóry (2003)[165]
  - Tom Spencer – brytyjski polityk i nauczyciel akademicki, poseł do Parlamentu Europejskiego I, III i IV kadencji[166]
  - Georgi Stojkowski – bułgarski lekkoatleta, trójskoczek, mistrz Europy (1966)[167]
  - Marcin Tomaszewski – polski dziennikarz telewizyjny[168]
- 3 maja
  - Lance Blanks – amerykański koszykarz[169]
  - Alessandro D'Alatri – włoski reżyser i scenarzysta filmowy[170]
  - Ignacy Kuźniak – polski dydaktyk, wykładowca akademicki, prodziekan Wydziału Studiów Edukacyjnych Uniwersytetu im. Adama Mickiewicza w Poznaniu (1999–2005)[171]
  - Linda Lewis – brytyjska piosenkarka[172]
  - Velho Milongueiro – brazylijski piosenkarz i kompozytor[173]
  - Tony Staley – australijski polityk, minister, przewodniczący Liberalnej Partii Australii (1993–1999)[174]
  - Nikica Valentić – chorwacki prawnik, przedsiębiorca, polityk, premier Chorwacji (1993–1995)[175]
- 2 maja
  - Eugeniusz Bedeniczuk – polski lekkoatleta, trójskoczek, olimpijczyk (1992)[176]
  - Ian Bell – australijski kompozytor, DJ oraz pisarz[177]
  - Tori Bowie – amerykańska lekkoatletka, sprinterka, skoczkini w dal, mistrzyni olimpijska (2016)[178]
  - Helmut Krätzl – austriacki duchowny rzymskokatolicki, biskup pomocniczy Wiednia (1977–2008)[179]
  - Suli Sabah – grecka aktorka i piosenkarka[180]
  - Guido Sacconi – włoski działacz związkowy, polityk, eurodeputowany (1999–2009)[181]
  - Paweł Smoleński – polski dziennikarz, reporter, pisarz[182][183]
- 1 maja
  - Per Åhlin – szwedzki rysownik, reżyser filmów animowanych[184]
  - Mostafa Darwish – egipski aktor[185]
  - Calvin Davis – amerykański lekkoatleta, sprinter, płotkarz[186]
  - Zbigniew Jakubek – polski pianista, aranżer, kompozytor[187]
  - Gordon Lightfoot(inne języki) – kanadyjski piosenkarz, autor tekstów piosenek[188]

- data dzienna nieznana
  - Beatrice Alfinito – włoska sprinterka[189]
  - Viktor Jalilov – uzbecki piłkarz, trener[190]